# Alber Elbaz
Alber Elbaz (geboren am 12. Juni 1961 in Casablanca, Marokko; gestorben am 24. April 2021 in Neuilly-sur-Seine bei Paris) war ein israelischer Modeschöpfer.

## Leben
Elbaz wuchs in einer jüdischen Familie marokkanischer Herkunft auf. Als er acht Monate alt war, emigrierte seine Familie von Marokko nach Israel, wo Elbaz in Cholon aufwuchs. Nach seiner Schulzeit und seinem Militärdienst in der israelischen Armee studierte Elbaz ab 1982 am Shenkar College of Engineering and Design in Ramat Gan, wo er 1984 einen Abschluss in Mode erlangte. Nach seinem Studium zog Elbaz 1985 mit 800 Dollar in der Tasche nach New York City, wo er für vier Jahre als Modeschöpfer für Hochzeitskleider bei dem Modeunternehmen George F tätig war. Ab 1989 arbeitete Elbaz weitere sieben Jahre als Assistent für den Modeschöpfer Geoffrey Beene in New York.

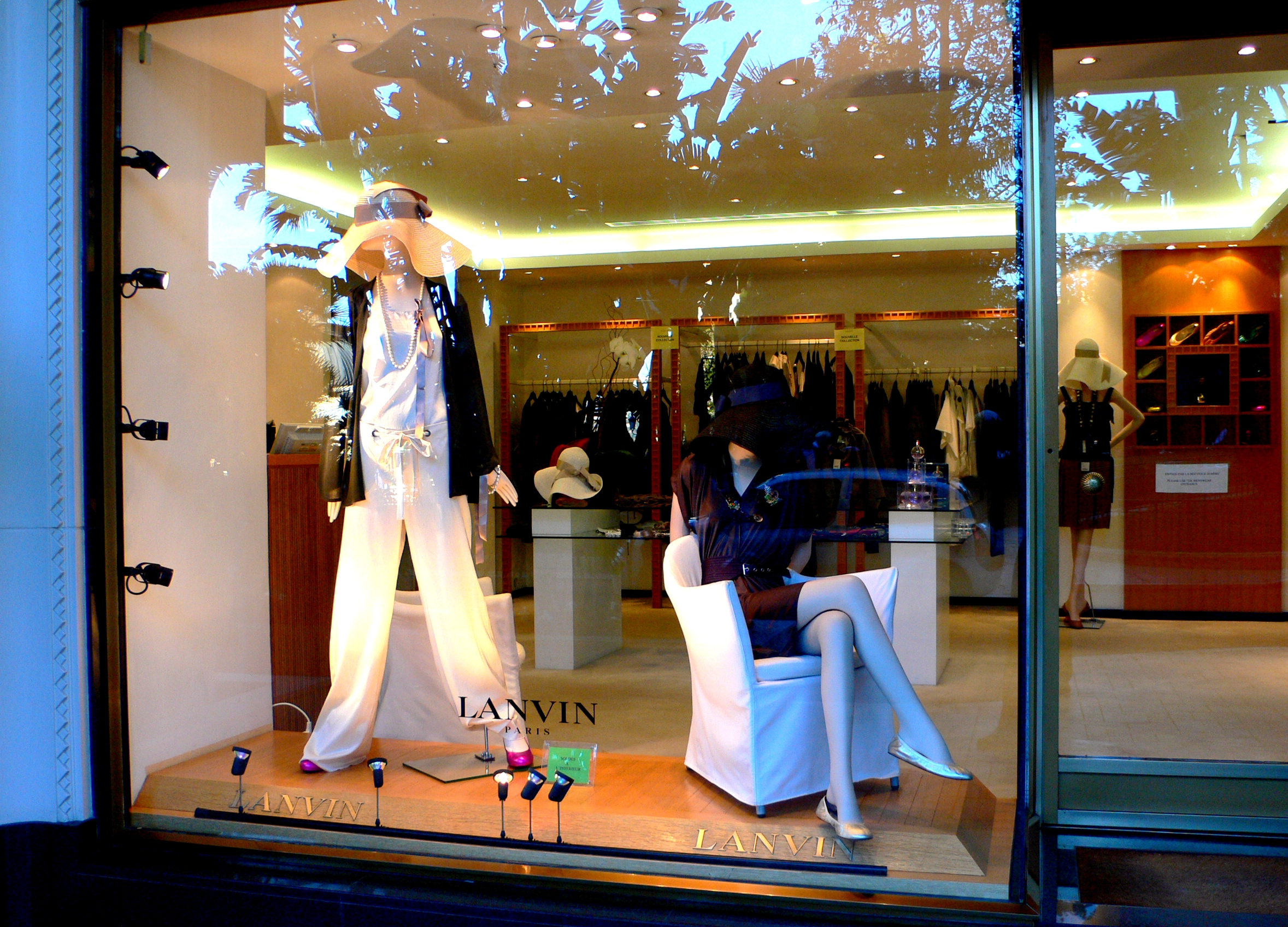
Lanvin-Geschäft in Monte Carlo

Im September 1996 wechselte Elbaz als Kreativdirektor zum Unternehmen Guy Laroche nach Paris, wo er nur etwas mehr als ein Jahr blieb. 1998 ging er als Damenmodedesigner zu Yves Saint-Laurent. Als das Unternehmen Saint Laurent Ende 1999 von Gucci aufgekauft wurde, ersetzte die neue Firmenleitung Elbaz nach drei Kollektionen im Jahr 2000 durch Tom Ford. Elbaz ging im Anschluss nach Italien, wo er in Mailand für Krizia tätig wurde.
Im Oktober 2001 stellte Lanvin, das der taiwanesischen Medienunternehmerin Shaw-Lan Wang und ihrer Unternehmensgruppe Harmonie S.A. gehört, Elbaz als Damenmodedesigner und Kreativdirektor in Paris an. Unter Elbaz’ Regie stieg das Haus Lanvin zu einer tonangebenden französischen Modemarke auf, und die Umsätze multiplizierten sich bis 2012 um ein Vielfaches. Ende Oktober 2015 gab Lanvin bekannt, dass Elbaz das Haus mit sofortiger Wirkung verlasse. Elbaz selbst fügte hinzu, dass sein Weggang auf Betreiben der Mehrheitseignerin Wang geschehe.
Elbaz’ langjähriger Lebensgefährte war ab 1993 Alex Koo, Marketingdirektor bei Lanvin seit 2006. Elbaz starb im April 2021 im Alter von 59 Jahren an COVID-19 im Amerikanischen Krankenhaus in Neuilly-sur-Seine bei Paris.

## Preise und Auszeichnungen (Auswahl)
Nach schwierigem Karrierestart sammelte Alber Elbaz eine Reihe von Preisen:
- 2005: International Award für Lanvin (Council of Fashion Designers of America)
- 2007: Couture Council Award for Artistry of Fashion (Fashion Institute of Technology)
- 2007: Chevalier der Légion d’honneur, Paris
- 2007: Aufnahme in die TIME-100-Liste der einflussreichsten Menschen
- 2010: Designer of the Year (Accessories Council)
- 2013: 50. Geoffrey Beene Fashion Impact Award (YMA Fashion Scholarship Fund)